# Ogataea naganishii
Ogataea naganishii är en svampart som först beskrevs av K. Kodama, och fick sitt nu gällande namn av Kurtzman & Robnett 20 10. Ogataea naganishii ingår i släktet Ogataea och familjen Pichiaceae.   Inga underarter finns listade i Catalogue of Life.